# Destroyer (groupe)
Pour les articles homonymes, voir Destroyer (homonymie).
Destroyer est un groupe de rock indépendant canadien dont fait partie Daniel Bejar (né en 1972), chanteur compositeur originaire de Vancouver au Canada, connu pour les paroles souvent déroutantes et sibyllines de ses chansons. Bejar a connu un succès grandissant grâce à ses collaborations avec le groupe The New Pornographers, originaire de Vancouver, mais s'est montré plus prolifique avec Destroyer. Récemment[Quand ?], il a rejoint des membres de Frog Eyes et de Wolf Parade pour créer un autre supergroupe du nom Swan Lake.
Le seizième album du groupe, Dan's Boogie, est nommé pour le prix de musique Polaris 2025.

## Discographie

### Albums studio
- 1996 - We'll Build Them a Golden Bridge
- 1997 - Ideas for Songs
- 1998 - City of Daughters
- 2000 - Thief
- 2001 - Streethawk: A Seduction
- 2002 - This Night
- 2004 - Your Blues
- 2005 - Notorious Lightning & Other Works (EP)
- 2006 - Destroyer's Rubies
- 2008 - Trouble in Dreams
- 2011 - Kaputt
- 2015 - Poison Season
- 2017 - Ken
- 2020 - Have We Met
- 2022 - Labyrinthithis
- 2025 - Dan’s Boogie